# Tomares oberthuri
Tomares oberthuri är en fjärilsart som beskrevs av Holl 1909. Tomares oberthuri ingår i släktet Tomares och familjen juvelvingar. Inga underarter finns listade i Catalogue of Life.